# Розенкопф
Розенкопф (њем. Rosenkopf) општина је у њемачкој савезној држави Рајна-Палатинат. Једно је од 84 општинска средишта округа Југозападни Палатинат. Према процјени из 2010. у општини је живјело 381 становника. Посједује регионалну шифру (AGS) 7340223.

## Географски и демографски подаци
Розенкопф се налази у савезној држави Рајна-Палатинат у округу Југозападни Палатинат. Општина се налази на надморској висини од 375 метара. Површина општине износи 2,5 km². У самом мјесту је, према процјени из 2010. године, живјело 381 становника. Просјечна густина становништва износи 154 становника/km².